# Fuerzas Armadas de Mali
Las Fuerzas Armadas de Mali (FAMa) son responsables de la defensa de la integridad territorial y la soberanía de Mali.

## Historia

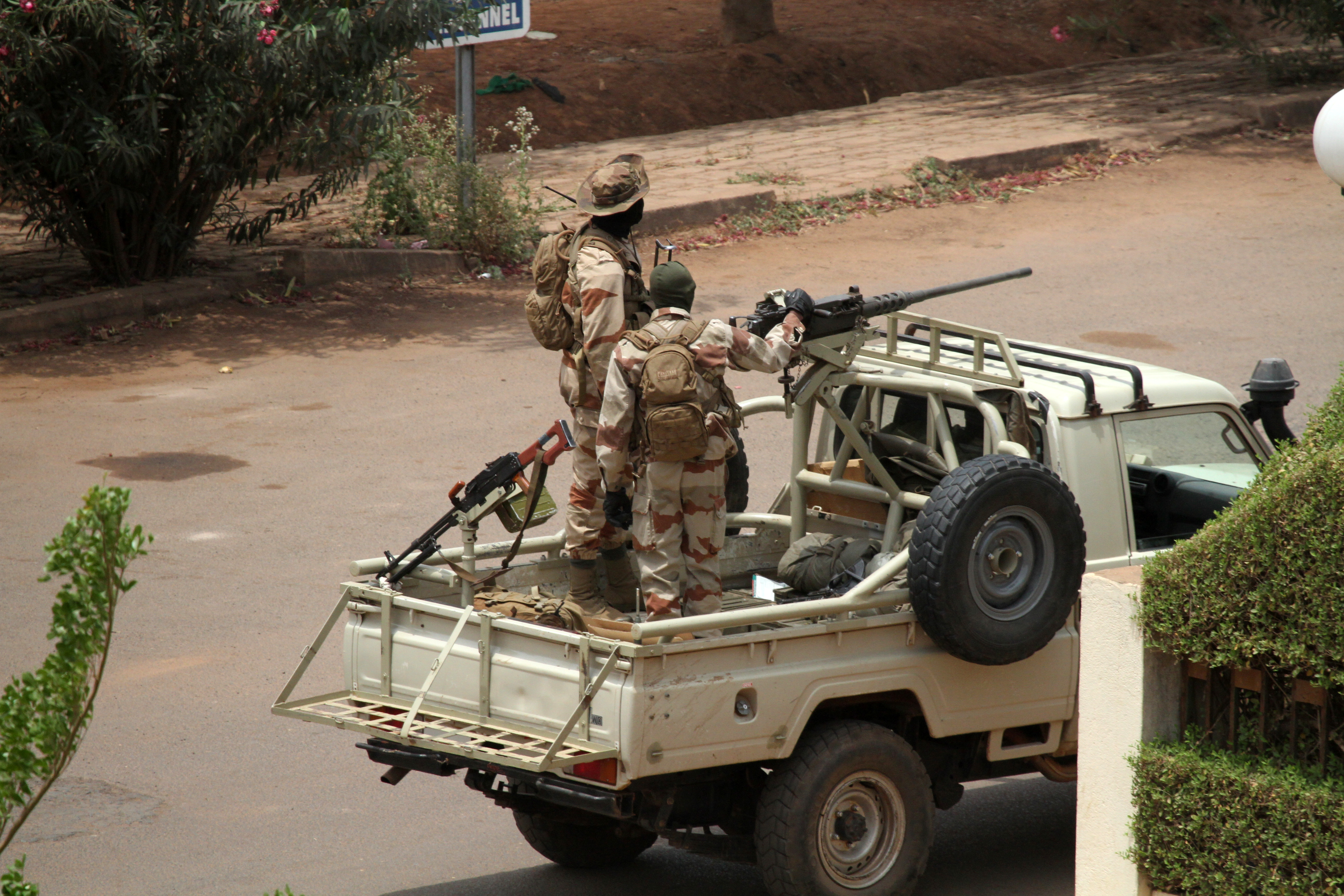
Soldados malienses en Bamako en octubre de 2012. Su vehículo artillado está armado con 2 ametralladoras : una M2 de 12,7 mm en la parte delantera y un PKM de 7,62 mm en la parte trasera.

Fundadas el 10 de octubre de 1960  después de la independencia del país de Francia, incluyeron a más de 13.000 hombres. Consisten en un Ejército, una Fuerza Aérea, una Guardia Nacional y una Gendarmería. 
Las Fuerzas Armadas de Malí han participado en misiones de mantenimiento de la paz en la República Democrática del Congo (ONUC en 1960-1964 y MONUC desde 1999), en Liberia en 1990, en Sierra Leona en 1997 y en la República Centroafricana en 2000. 

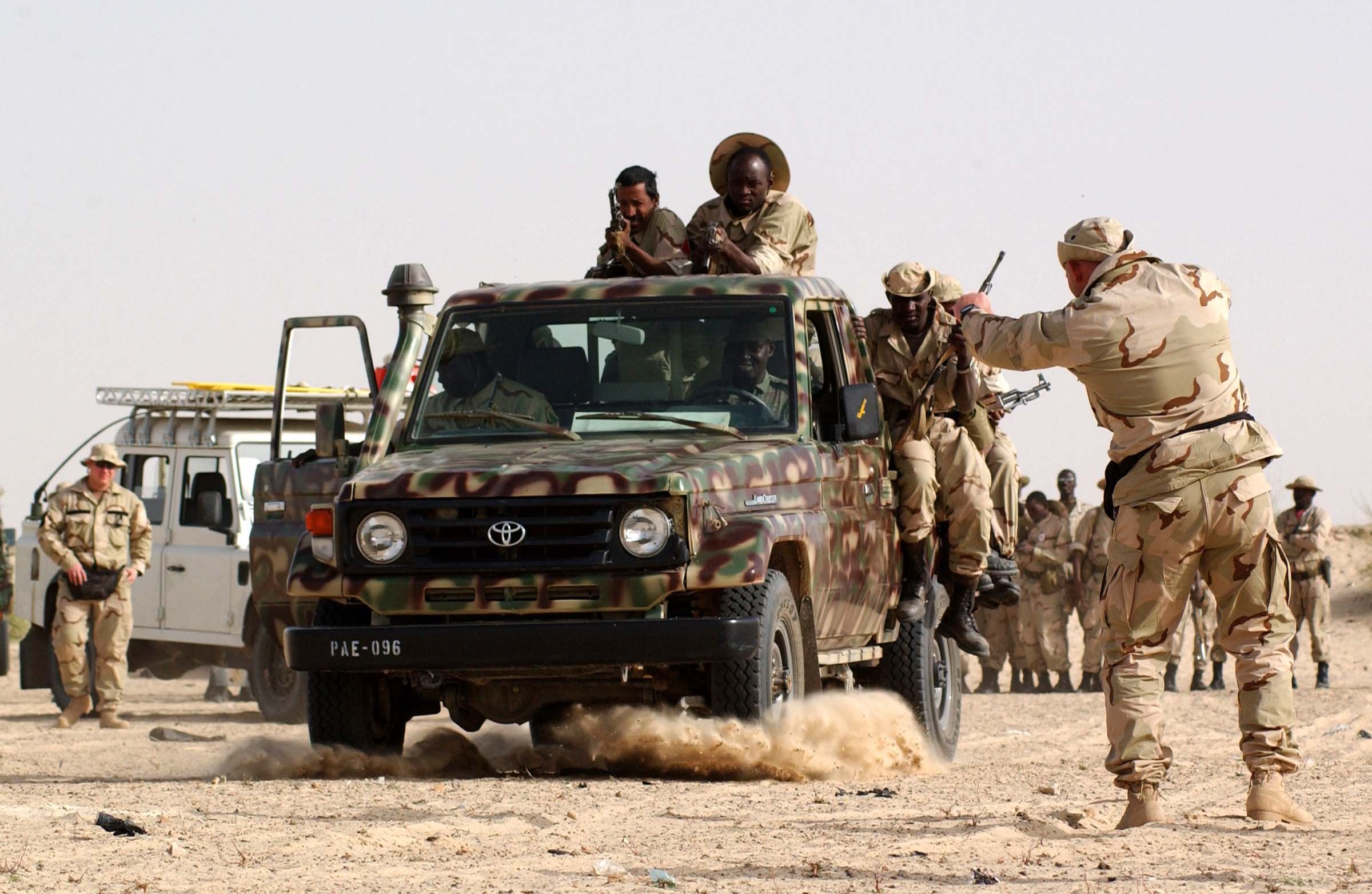
Instructores estadounidenses que entrenaron a soldados malienses en Tombuctú en 2004.

La Guerra de la Franja de Agacher, también conocida como la Guerra de Navidad, es un conflicto fronterizo entre Malí y Burkina Faso en 1985 alrededor de la Franja de Agacher, una franja de tierra semidesértica de 160 kilómetros de largo y 30 kilómetros de ancho entre el norte de Burkina Faso y el este de Malí, conocida por albergar gas natural y recursos minerales.  
Durante la década del 2000 y principios de la de 2010, los soldados malienses fueron entrenados por instructores estadounidenses como parte de la Operación Libertad Duradera - Trans Sahara. En 1992 rebeldes tuareg se integraron en el ejército regular tras un acuerdo alcanzado entre el gobierno y los grupos rebeldes.
Entre enero y abril de 2012, el ejército de Malí sufrió una serie de reveses que llevaron a la partición de facto del país. 
En diciembre de 2012, la Unión Europea decidió brindar asistencia a las Fuerzas Armadas de Malí a través de la misión de entrenamiento de la Unión Europea en Malí. 
El 11 de enero de 2013, Francia lanzó la Operación Serval en respuesta a una ofensiva hacia el sur por parte de yihadistas del norte de Mali, que el ejército de Malí no pudo contrarrestar. La intervención militar en Mali es una operación militar multinacional que se lleva a cabo desde el 11 de enero de 2013, cuyo objetivo es la implementación de la resolución 2085 del Consejo de Seguridad de Naciones Unidas. 
A principios de febrero de 2013, el ministro de Relaciones Exteriores de Malí, Tiéman Hubert Coulibaly, calculó los puntos fuertes en menos de 3000 militaires operativos de una dotación teórica de 14 000 hommes.
La misión de formación se lanzó el 18 de febrero de 2013 y se presentó en Bamako el 20 de febrero. Más de 500 soldados, incluidos 200 entrenadores europeos, llegan a Malí para impartir cursos a los soldados malienses a partir del 2 de abril de 2013. Cada año se formarán cuatro batallones de 700 hombres. La misión de entrenamiento tiene su base en la escuela militar de armas combinadas en Koulikoro .
El 30 de octubre de 2019, la MINUSMA, como parte de su misión de apoyo continuo en Malí, entregó oficialmente dos infraestructuras renovadas a las Fuerzas Armadas de Malí. Las obras de renovación se referían a un edificio, instalaciones sanitarias en el campamento Hamadoun Bocary Barry y 2 salas de hospital, una oficina e instalaciones sanitarias en la base aérea 102 por un costo total de 47 524 520 F CFA.

## Academias militares

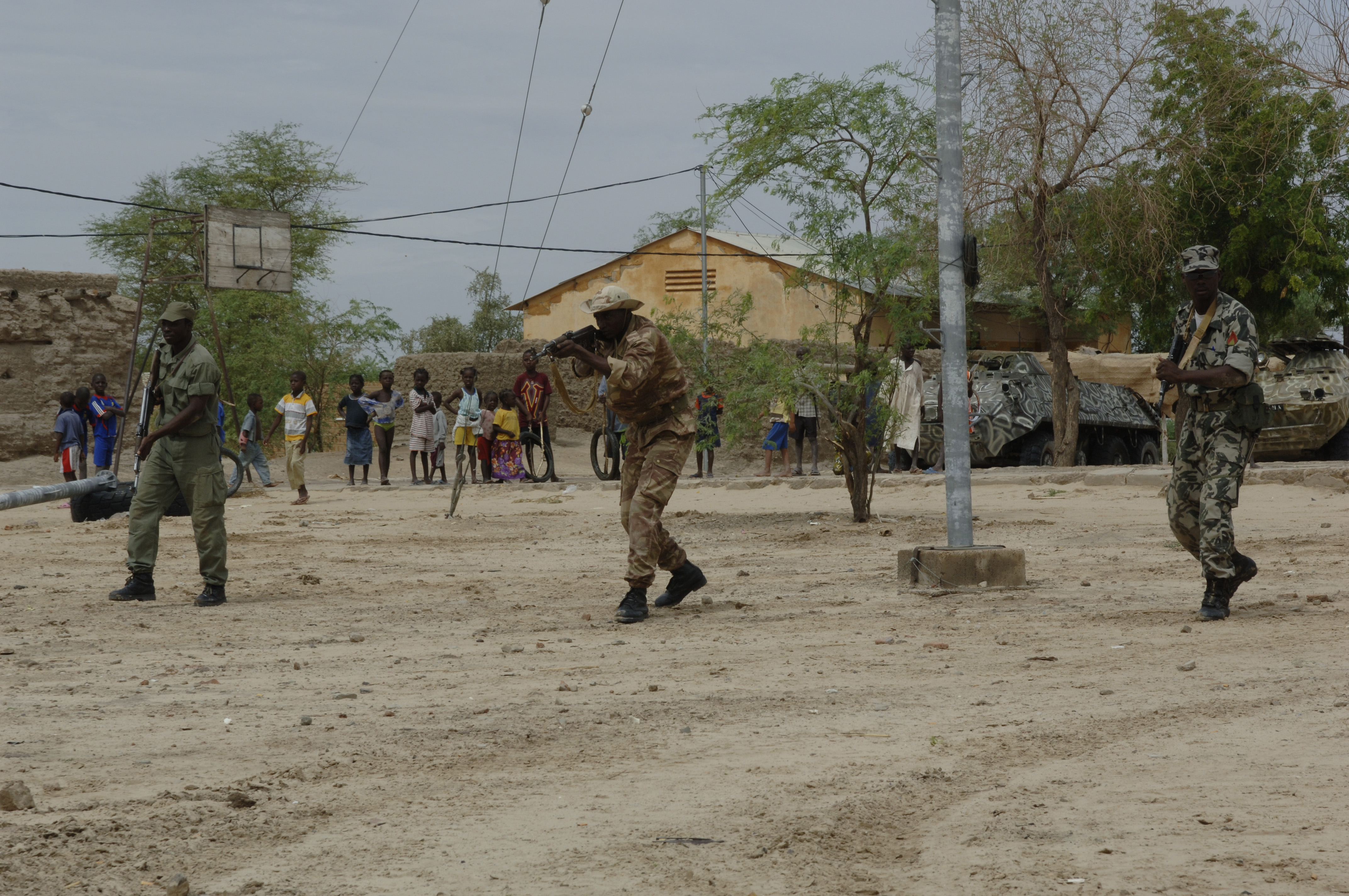
Soldados malienses durante un entrenamiento en Tombuctú.

Las Fuerzas Armadas de Malí tienen al menos dos centros de educación y entrenamiento militar importantes: La escuela militar interarmas de Kulikoró, una academia militar dedicada a la formación de los futuros oficiales del ejército de Malí, y la Escuela de Mantenimiento de la Paz Alioune Blondin Beye, ubicada en Bamako. La Escuela de Mantenimiento de la Paz Alioune Blondin Beye en Bamako (República de Malí) tiene como objetivo promover la paz en todo el continente africano. La escuela fue fundada en 1999 y transferida a Malí en 2007. La escuela fortalece las capacidades africanas para apoyar operaciones de promoción y difusión de la cultura de la paz. La Escuela de Mantenimiento de la Paz Alioune Blondin Beye, ubicada en Bamako, se beneficia del apoyo de numerosas asociaciones nacionales e internacionales, organizaciones no gubernamentales que trabajan en Malí o en África Occidental, sus múltiples colaboraciones y su larga experiencia, han permitido a la escuela poner en marcha infraestructuras dotadas de equipos de última generación y desarrollar módulos de formación experta. La escuela es un centro de formación y excelencia, y una referencia en materia de seguridad en el África subsahariana. El pritaneo militar de Kati (PMK) es una escuela militar de Malí de excelencia ubicada en el campamento militar Soundiata-Keïta, en Kati, en la periferia de la capital, Bamako. Se trata de una selecta escuela pública que forma desde educación secundaria hasta el bachillerato con el grado de sargento. Desde 1994 acepta alumnado extranjero y desde 1998 acepta a mujeres. El pritaneo imparte formación académica, militar y deportiva.

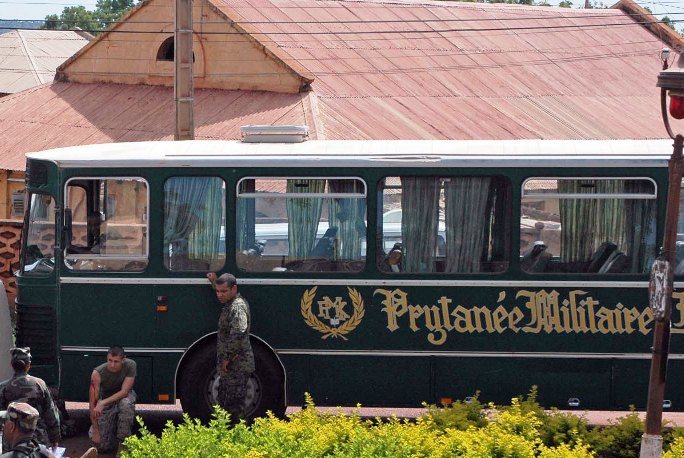
Un autobús del pritaneo militar en 2008.

## Comando y Cuartel General
El Comandante en Jefe de los Ejércitos es el presidente de la República (Assimi Goita), asistido por el ministro de Defensa, Sadio Camara, y el Jefe de Estado Mayor es el Mayor General Abdoulaye Coulibaly.
La administración central del Ministerio de Defensa se compone de: 
- Estado Mayor de las Fuerzas Armadas (EMGA)
- Estado Mayor del Ejército (EMAT)
- Estado Mayor de la Fuerza Aérea (EMAA)
- Estado Mayor de la Guardia Nacional de Mali (GNM)
- Dirección General de Gendarmería Nacional (DGGN).

## Equipamiento

### Ametralladoras
| Nombre           | Fotografía | Tipo                               | Origen          | Munición          |
| ---------------- | ---------- | ---------------------------------- | --------------- | ----------------- |
| ZPU-4            |            | Ametralladora pesada               | Unión Soviética | 14,5 × 114 mm     |
| KPV              |            | Ametralladora pesada               | Unión Soviética | 14,5 × 114 mm     |
| DShK             |            | Ametralladora pesada               | Unión Soviética | 12,7 × 108 mm     |
| Browning M2      |            | Ametralladora pesada               | Estados Unidos  | 12,7 × 99 mm OTAN |
| SG-43 Goryunov   |            | Ametralladora media                | Unión Soviética | 7,62 × 54 mm R    |
| Ametralladora PK |            | Ametralladora de propósito general | Unión Soviética | 7,62 × 54 mm R    |

### Artillería
| Nombre        | Fotografía | Tipo                  | Origen          | Calibre | Notas                                              |
| ------------- | ---------- | --------------------- | --------------- | ------- | -------------------------------------------------- |
| D-30 howitzer |            | Obús remolcado        | Unión Soviética | 122 mm  | Obús remolcado por un tractor de artillería.       |
| BM-21 Grad    |            | Artillería de cohetes | Rusia           | 122 mm  | Sistema montado sobre el camión militar Ural-4320. |
| SPG-9         |            | Cañón sin retroceso   | Rusia           | 73 mm   | Fabricado por la compañía rusa Bazalt.             |
| M57           |            | Mortero               | Serbia          | 60 mm   | Fabricado en Serbia por PPT Namenska.              |

### Carabinas y fusiles
| Nombre                          | Fotografía | Tipo                         | Origen          | Munición       |
| ------------------------------- | ---------- | ---------------------------- | --------------- | -------------- |
| SKS                             |            | CarabinaFusil semiautomático | Unión Soviética | 7,62 × 39 mm   |
| Fusil de francotirador Dragunov |            | Fusil de francotirador       | Unión Soviética | 7,62 × 54 mm R |

### Granadas propulsadas por cohete
| Nombre | Fotografía | Tipo                          | Origen | Fabricante            |
| ------ | ---------- | ----------------------------- | ------ | --------------------- |
| RPG-7  |            | Granada propulsada por cohete | Rusia  | Fabricado por Bazalt. |

### Misiles antitanque
| Nombre        | Fotografía | Origen          | Tipo             | Sistema de guiado | Fabricante |
| ------------- | ---------- | --------------- | ---------------- | ----------------- | ---------- |
| 9K11 Maliutka |            | Unión Soviética | Misil antitanque | SACLOS            | KBM        |

### Vehículos terrestres
| Nombre              | Fotografía | Tipo                                                               | Origen                           | Notas |
| ------------------- | ---------- | ------------------------------------------------------------------ | -------------------------------- | --- |
| BRDM-2              |            | Automóvil blindado                                                 | Unión Soviética                  | Automóvil blindado y un vehículo de reconocimiento militar fabricado en la Unión Soviética.                  |
| WZ-551              |            | Vehículo de combate de infantería (VCI)                            | China                            | Fabricado en China por Norinco.                                                                              |
| BTR-60              |            | Transporte blindado de personal (TBP)                              | Unión Soviética                  | |
| ACMAT Bastion       |            | Transporte blindado de personal (TBP)                              | Francia                          | Fabricado por la compañía francesa ACMAT.                                                                    |
| Fahd                |            | Transporte blindado de personal (TBP)                              | Egipto                           | Fabricado en Egipto por Kader Factory for Developed Industries pero diseñado por Rheinmetall en Alemania.    |
| Casspir             |            | Vehículo Protegido Resistente a las Minas y las Emboscadas (VPRME) | Sudáfrica                        | Fabricado por BAE Systems y la empresa estatal sudafricana Denel.                                            |
| Marauder            |            | Vehículo Protegido Resistente a las Minas y las Emboscadas (VPRME) | Sudáfrica                        | Fabricado por la corporación sudafricana Paramount Group.                                                    |
| RG-31 Nyala         |            | Vehículo Protegido Resistente a las Minas y las Emboscadas (VPRME) | Sudáfrica                        | Fabricado por BAE Systems OMC en Sudáfrica.                                                                  |
| Ural-4320           |            | Camión militar                                                     | Rusia                            | Fabricado por la empresa rusa UralAZ.                                                                        |
| Kia KM450           |            | Camión militar                                                     | Corea del Sur Corea del Sur Mali | Ensamblado localmente por la empresa conjunta surcoreana-maliense Wad Youngsan Industries S.A. en Banankoro. |
| URO VAMTAC          |            | Vehículo todoterreno                                               | España                           | Fabricado por UROVESA en España.                                                                             |
| Raycolt KLTV        |            | Vehículo todoterreno                                               | Corea del Sur                    | Fabricado por la corporación surcoreana Kia Motors.                                                          |
| Toyota Land Cruiser |            | Vehículo todoterreno                                               | Japón                            | Fabricado por la corporación japonesa Toyota.                                                                |
| ACMAT ALTV          |            | Camioneta pickup                                                   | Francia                          | Fabricado por la compañía francesa ACMAT.                                                                    |

## Fuerzas Armadas

Soldados malienses armados con fusiles SKS de diseño soviético en 2008.

### Ejército de Tierra
En la década de 1990, las armas, vehículos blindados y vehículos del ejército de Malí eran de origen francés (abandonados y luego ofrecidos por el ejército francés ) o rusos (entregados a partir de la década de 1960). La ley de orientación y programación militar permitió al ejército adquirir nuevos equipos motorizados, aeronaves e incluso ropa y otros. Esta ley permitió una inversión de 1.230.563 millones de francos CFA durante el período 2015-2019. Esta suma también fue para permitir el reclutamiento y la mejora del personal militar. Durante el mismo período, Francia, Catar, los Emiratos Árabes Unidos, la Unión Europea y Alemania donaron una gran cantidad de equipos. El inventario de equipo para las Fuerzas Armadas de Malí proviene de fuentes muy diversas, contando con varios sistemas de armamento en servicio. Por ordenanza del 9 de marzo de 2005 , se creó el Museo del Ejército con la misión de asegurar la colección, conservación y presentación al público del patrimonio histórico y contemporáneo del ejército malinés. El museo está situado en Bamako, cerca de la avenida Kwame Nkrumah.

### Fuerza Aérea

#### Aeronaves
Según los informes, en 2011 se encargaron dos aviones ligeros LH-10 Ellipse, pero nunca se entregaron debido a la falta de producción. 
La Unión Europea donó en febrero de 2014 a la Agencia Nacional de Aviación Civil (ANAC) un Cessna 206 equipado con una bola optrónica. Destinado a garantizar la vigilancia del aeropuerto internacional de Bamako-Sénou, está pilotado por personal de la fuerza aérea de Malí y puede servir para misiones puntuales fuera de la zona de Bamako.
En mayo de 2014, se adquirió un Boeing 737-7 BBJ (registrado como TZ-PRM) por 28 millones de euros (aproximadamente 20.000 millones de FCFA) como avión presidencial . Esta compra, en estos períodos de fuertes restricciones presupuestarias, estuvo en el centro de la controversia, especialmente porque el avión anterior, un Boeing 727 -500 (registrado TZ-001), no parecía haber alcanzado aún el máximo de su potencial.

#### Bases aéreas
- Bases aéreas[17][18]
  - Base Aérea 100 en Bamako, ¿Estado Mayor de la Fuerza Aérea?
  - Base aérea 101 en Sénou
  - Base aérea 102 en Sévaré
  - Base aérea secundaria de Gao, ¿en servicio?
  - Base aérea secundaria Tessalit, ¿en servicio?
  - Base aérea secundaria de Tombouctou, ¿en servicio?

#### Historia de la fuerza aérea
La Fuerza Aérea de Mali se fundó en 1961 con ayuda militar francesa. Esto incluyó dos monoplanos utilitarios MH.1521 Broussard seguidos de dos aviones de transporte C-47 . A partir de 1962, la ayuda soviética le proporcionó cuatro aviones de transporte biplano Antonov An-2 y cuatro helicópteros ligeros Mi-4 . 
A mediados de la década de 1960, los soviéticos entregaron cinco cazas MiG-17F y un solo caza MiG 15UTI para equipar un escuadrón con base en Bamako-Sénou inicialmente con pilotos soviéticos. En 1971 se entregaron dos transportes Ilyushin Il-14 y un helicóptero Mil Mi-8, seguidos de dos aviones de transporte Antonov An-24 . 
En 1974, se obtuvieron doce MiG-21Bis de la Unión Soviética, seguidos de dos MiG-21UM de dos plazas unos años más tarde. Estos Fishbeds iniciales sirvieron junto con los cuatro MiG-17F restantes y entraron en combate dos veces durante la Guerra de la Franja de Agacher de 1974 contra Alto Volta y nuevamente en 1985 contra el mismo país cuando fue rebautizado con el nombre de Burkina Faso. En 2005, se recibieron tres MiG-21 de segunda mano de la República Checa ( , dos MiG-21MF (TZ-356 y TZ-357) y un MiG-21UM (TZ-358). Desde principios de 2011 no se ha reportado ningún MiG-21 en vuelo, pero dos de estos aviones volaron con motivo del Día de la Independencia en septiembre de 2010. Desde entonces parecían pegados al suelo por falta de repuestos, municiones y pilotos. En enero de 2012, la Fuerza Aérea de Nigeria, que había sido propietaria de este tipo de aeronaves, envió un equipo técnico a la base de Bamako - Sénou, con el objetivo de renovar los MiG-21, pero el proyecto fue abandonado. Otros aviones retirados del servicio fueron seis L-29 Delfins entregados en 1983, que se utilizaron para entrenamiento. 
En 2013, con solo unos pocos aviones operativos, las capacidades de la fuerza aérea se redujeron drásticamente. De los cuatro Mi-24D Hinds con motores cansados, dos de los cuales se obtuvieron de Bulgaria en 2007, uno fue canibalizado para obtener piezas de repuesto. Oficialmente, los pilotos malienses estaban al mando de estos Hinds, en realidad, las tripulaciones eran ucranianos  . Cuatro aviones ligeros Tetras podrían realizar patrullas y misiones de reconocimiento, incluidas misiones de reconocimiento meteorológico en beneficio de los pilotos del Mi-24. En cuanto a la flota de transporte, solo un Basler BT-67 estaba en condiciones de vuelo. En cuanto a los medios antiaéreos, la Fuerza Aérea contaba con una unidad de defensa aérea que reunía a los lanzadores tierra-aire SA-3 Goa, así como una docena de cañones antiaéreos de 37 y 57 mm, al parecer de origen chino. 
En junio de 2015, el gobierno de Malí ordenó seis aviones de ataque ligero Super Tucano de la empresa brasileña Embraer, solo cuatro fueron entregados en julio de 2018 . El avión registrado TZ-04 se estrelló el 7 de abril de 2020 en la ciudad de Sévaré al regreso de una misión anti-yihadista cerca de Tombuctú.

### Gendarmería de Malí

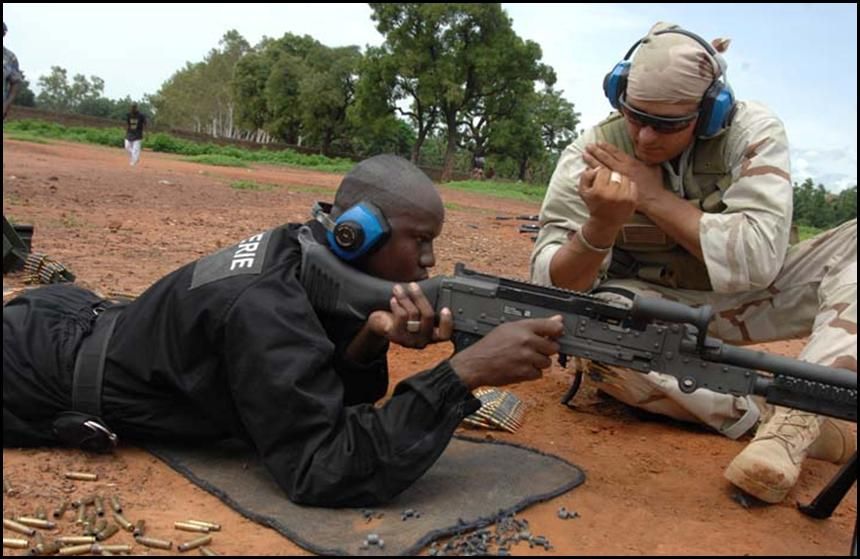
Un gendarme maliense entrenando en 2007.

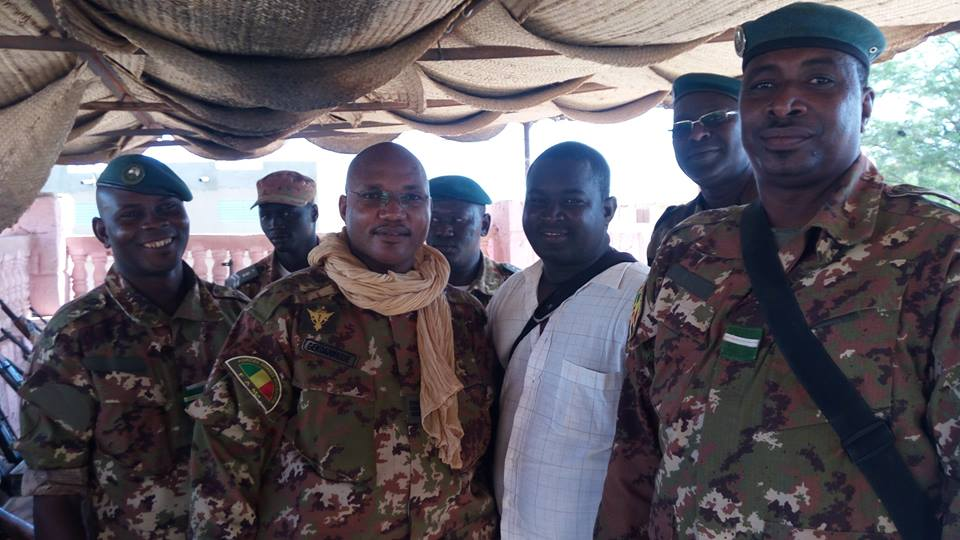
Gendarmes malienses desplegados en el norte de Malí como parte de la Guerra de Malí y la lucha contra los grupos terroristas armados.

La Gendarmería de Malí representa a unos 1.800 militares. La Gendarmería Nacional de Malí es una fuerza militar de seguridad ciudadana en Malí, sus misiones son similares a las de la Gendarmería Nacional Francesa. La Gendarmería fue establecida el 17 de septiembre de 1960, e incluía, en 2010, a 4.646 gendarmes, suboficiales y oficiales. La Gendarmería de Malí fue creada el 17 de septiembre de 1960 a partir de una organización iniciada en julio de 1960, la gendarmería contaba con una plantilla de 540 soldados en la década de 1960. 
La Gendarmería ha sufrido varios cambios estructurales. La última, en 1999, vio la transformación de su plantilla en una dirección general, como sus hermanas africanas, la Gendarmería Nacional de Malí nació de las cenizas de la Gendarmería colonial.
Cuando la Federación de Malí accedió a la independencia en 1959, había una Gendarmería Federal que, tras la disolución de la Federación en 1960, se convirtió en la Gendarmería Nacional de Mali. Al dejar la jefatura francesa, el teniente Balla Koné fue nombrado el 1 de septiembre de 1960 Jefe de la Gendarmería Nacional de Malí.
Hay gendarmes malienses desplegados en el norte de Malí como parte de la lucha contra los grupos terroristas armados. La Gendarmería de Malí tiene una función tanto judicial como administrativa, una función de participación en la defensa nacional y la policía militar (preboste) y finalmente puede ponerse a disposición de los tribunales.
Mientras que la policía de Malí tiene la responsabilidad de mantener el orden en las ciudades, la Gendarmería malinesa tiene la responsabilidad de patrullar y defender las áreas escasamente pobladas. La Gendarmería es uno de los cuatro componentes de las Fuerzas Armadas de Malí. Los gendarmes pueden estar bajo la responsabilidad de tres ministerios, el de defensa, del que dependen directamente las fuerzas destinadas a la defensa operativa del territorio malinés, el de seguridad nacional, al que reportan las brigadas territoriales y el de justicia.

### Guardia Nacional
La Guardia Nacional de Malí es un componente de las Fuerzas Armadas de Malí, la guardia está bajo la autoridad del ministerio de defensa y seguridad de Malí.

## Tropas irregulares

### Milicias tuareg

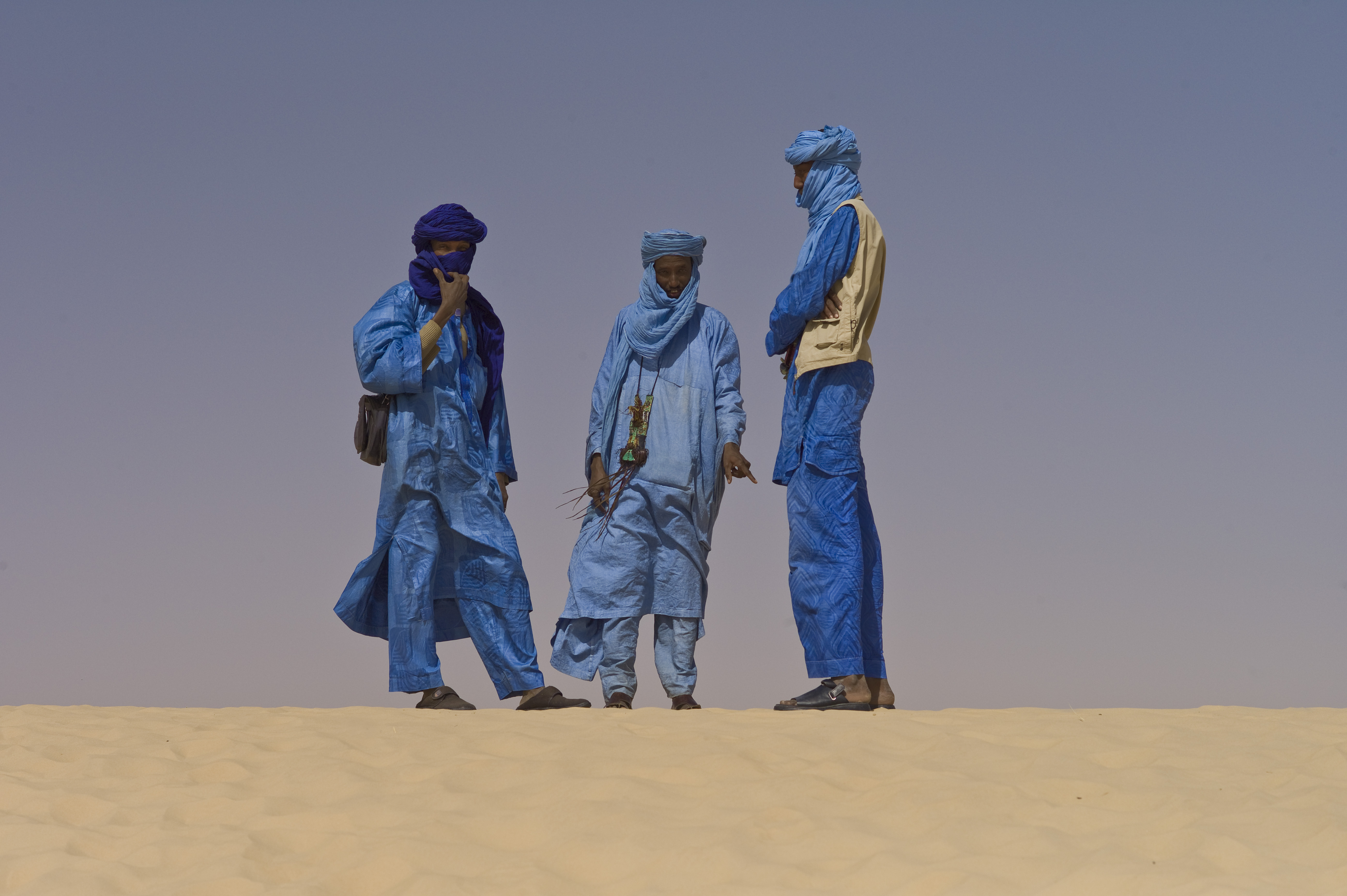
Tuaregs en el desierto cerca de Tombuctú, en Malí.

El Grupo de Autodefensa Tuareg Imghad y Aliados (GATIA), se creó en 2014 y está formado por combatientes tuareg leales a Malí y opuestos a los separatistas de Azawad y a los yihadistas.